# Aṭban

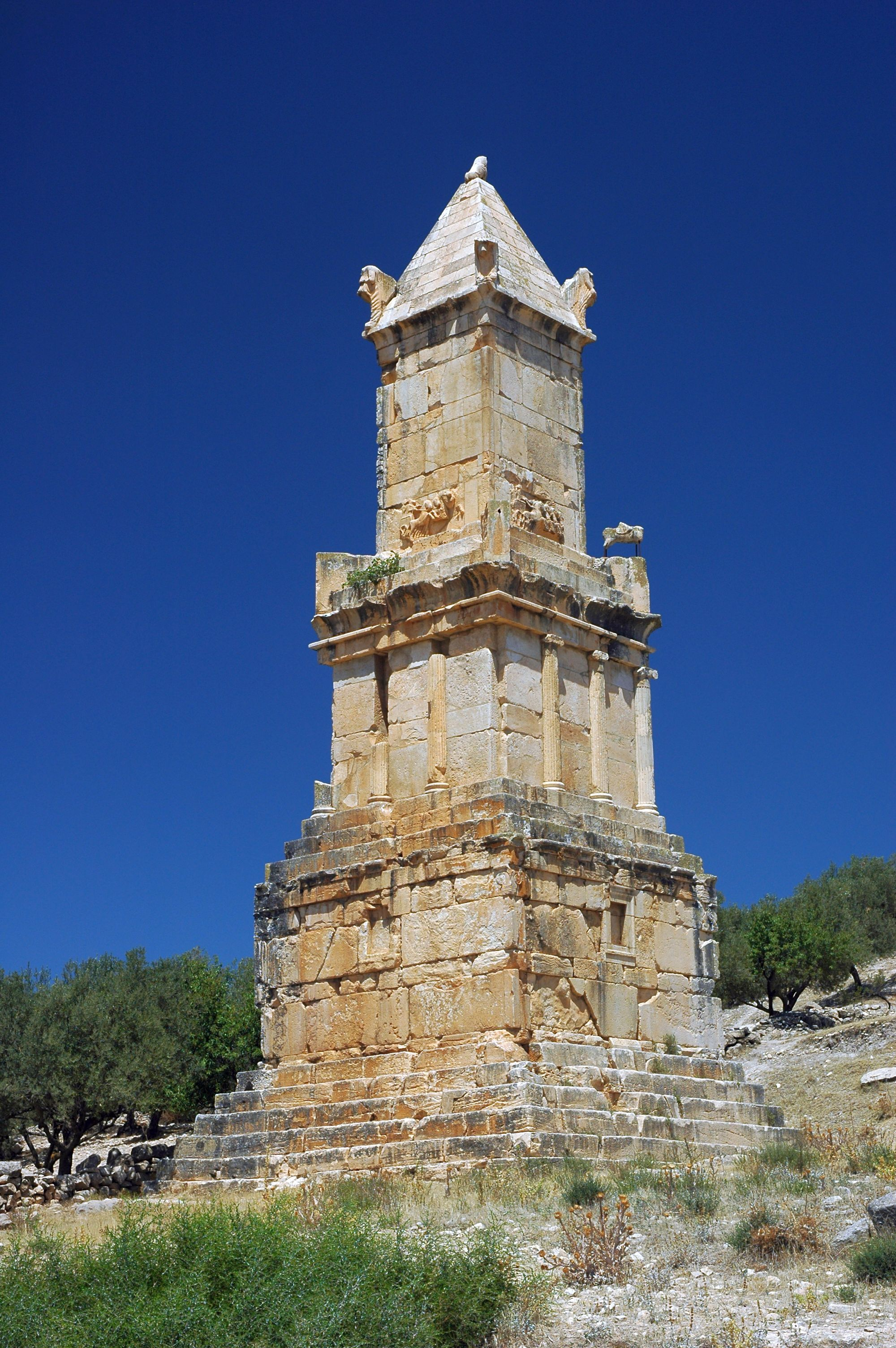
Das Grabmal im Jahr 2008

Aṭban, auch Ataban und Ateban (numidisch ṬBN), Sohn des Jopamitih und Enkel des Pilau, war wohl ein numidischer Architekt. Er war im 2. Jahrhundert v. Chr. in Thugga tätig.
Aṭban ist neben mehreren anderen Künstlern und Handwerkern auf einer numidisch-punischen Bilingue erwähnt, die an einem Pfeilergrabmal in Thugga gefunden wurde. Auf der Bilingue sind des Weiteren die Steinmetze ʿAbdarisch, Zimer und Managai, ihre Assistenten Zazai, Tamôn und Warsakan, die Zimmerleute Masidil und Ankan sowie die Eisenhandwerker Schafot und Papai verzeichnet. Zimer war Sohn des Aṭban. Zeitweise wurde angenommen, dass er der Inhaber des Grabes war, mittlerweile ist wohl gesichert, dass er als Architekt die Bauarbeiten am Grab leitete.